# Hitda de Meschede
Hitda de Meschede, (978-1042) fue monja y abadesa que comisionó los Evangelios de la abadesa de Hitda de Meschede o el Codex Hitda considerado como la obra maestra de la escuela de iluminación de Colonia caracterizada por una utilización libre del pincel. 

## Biografía
Fue abadesa de Meschede, lugar cercano a Colonia, al noroeste de Alemania, alrededor del 1020.
Meschede era una fundación monástica femenina con lazos con la casa real de Alemania y con las familias gobernantes. Hitda pertenecía a un círculo de nobles y reales benefactores de fundaciones religiosas mujeres que se formaron alrededor de las hijas y sobrinas de esos gobernantes ottonianos. Estas mujeres estaban en Quedlinburg, Gernrode, Essen y Gandersheim. Las mujeres aristocráticas que gobernaron estas instituciones serían muy conscientes de su condición y serían muy protectoras de sus libertades. En consecuencia, negaban las restricciones que pudieran ser impuestas por el derecho canónico. 

## Su obra
Hitda pertenece a una importante tradición de mujeres que se dedicaron a la producción de miniaturas de códices. Fue la primera mujer documentada que se autorretrata en un códice ofreciendo su obra a la santa patrona de su orden, Walburga. El códice de Hitda contiene el ciclo más amplio de escenas del Nuevo Testamento que crearon los miniadores de Colonia en la época otónica. Destaca en su originalidad por el tratamiento del color y la expresión de sus composiciones. Y  por ser el único libro iluminado que se conserva hoy de este período del renacimiento otoniano, que muestra la vida de Jesús. Además de por su arte pictórico de estilo ilusionista, inspirado en los modelos helenísticos transmitidos a través del arte carolingio y bizantino.

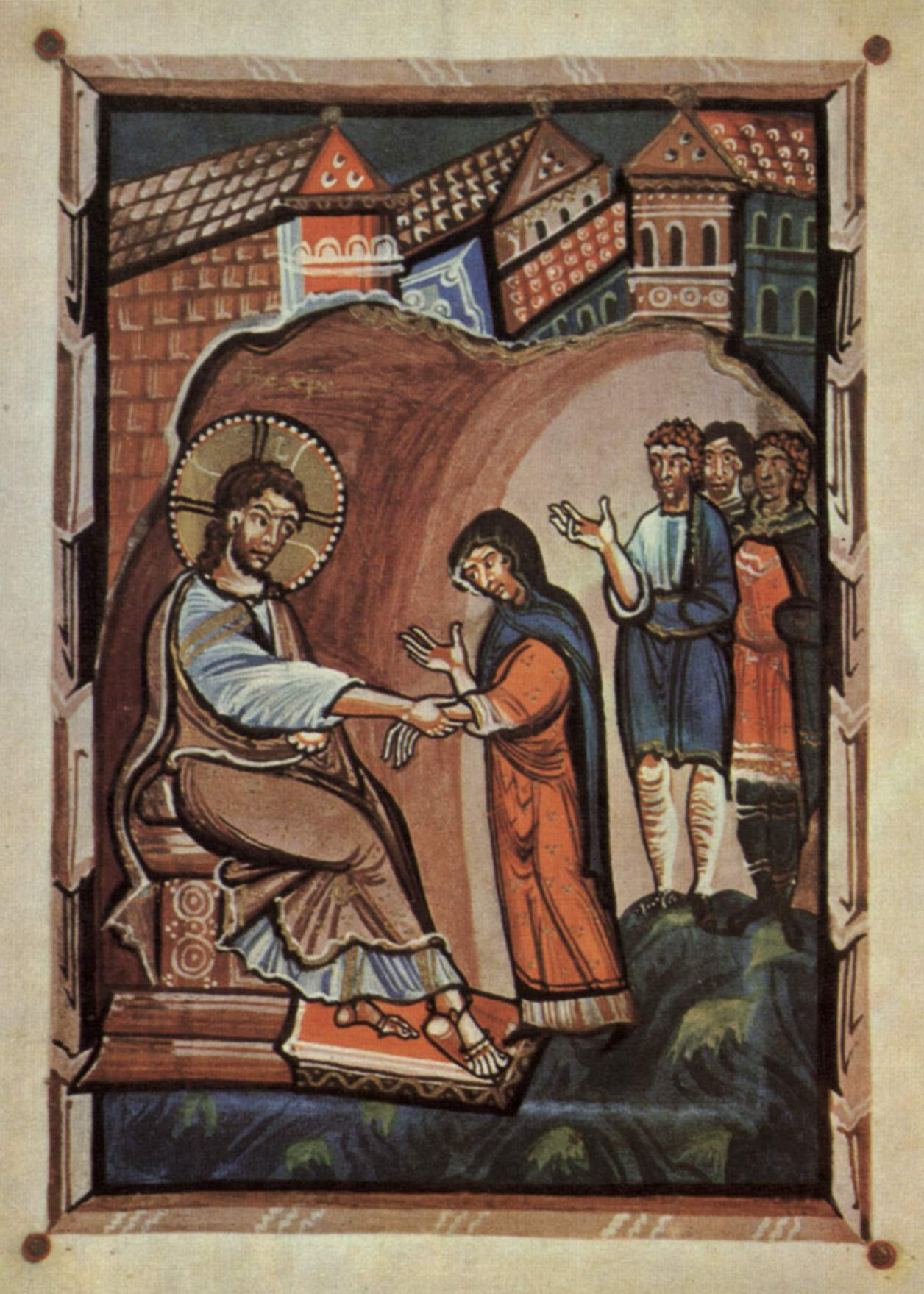
Evangeliar der Äbtissin Hitda von Meschede

El Codex Hitda es un libro litúrgico en el que se comentan pasajes de los cuatro evangelios que serán leídos o comentados en las homilías. Actualmente se conserva en la biblioteca regional de Hessische, Darmstadt, Alemania.
El poder de Hitda también se transmite a través de su presentación del Codex a St. Walburga, un acto que fue interpretado como un intercambio de regalos por Henry Mayr-Harting. Los primeros monjes y monjas medievales creían que a través de regalos podían sostener a los santos patrones a sus promesas de protección y promover los intereses de sus casas. Al dar el libro a St. Walburga, Hitda está mostrando que ella es el canal autoritario de acceso a la patrona.También recibiendo el libro, St. Walburga invierte Hitda con el poder que un donante tiene sobre un recipiente. 